# Nao (groupe)
Pour les articles homonymes, voir Nao.
Nao est un groupe espagnol de hard rock, originaire de La Estrada, Pontevedra, en Galice, actif entre 2005 et 2019. Le groupe compte quatre albums studio ainsi qu'un EP en téléchargement numérique. Leurs paroles sont caractérisées par un engagement politique et une critique sociale.

## Histoire
En novembre 2007, le groupe sort son premier album, As palabras espidas, qui comprend une chanson reprenant le poème de Rosalía de Castro A xustiza pola man. En 2010, ils sortent leur deuxième album, Coas túas mans, qui est auto-publié. Fin 2012, ils lancent un projet de financement participatif pour publier leur troisième album, Cancións de amor e liberdade, qui est également auto-édité et sorti le 26 février 2013.
En 2014, le groupe remporte le prix dans la catégorie Metal lors de la deuxième édition des Martín Codax Music Awards. En 2015, ils fournissent la musique pour la campagne Nós - Candidatura Galega pour les élections générales espagnoles de 2015 avec la chanson Nós, porque este soño é necesario para un soño en collaboration avec Mini et Navia Rivas. En avril 2016, ils publient un double EP Soñar e crear, qui fait partie de la trilogie appelée Apocalipse NAO dont le dernier album de ce groupe est composé. Le troisième volet, Ata que o lume se apague, sort le 20 novembre 2018.

## Membres
- Pablo Carracedo (Jasper) — guitare, chant
- Gustavo Brea (Gus) — guitare
- Antón Fernández (Torroncho) — basse
- Xosé — batterie

## Discographie

### Albums studio
- 2007 : As palabras espidas
- 2009 : Coas túas mans
- 2013 : Cancións de amor e liberdade
- 2016 : Soñar (sous Apocalipse Nao)
- 2016 : Crear (sous Apocalipse Nao)
- 2018 : Ata que o lume se apague (sous Apocalipse Nao)

### EP
- 2014 : Cartas no caderno